# John el Salvaje
John el Salvaje es un personaje ficticio de la novela Un mundo feliz, de Aldous Huxley. Es el núcleo de la segunda  mitad de la historia ya que mediante sus ojos es que se observa un gran cambio en la novela, y es donde ocurre el conflicto entre sus principios y los del Estado Mundial.

## Historia
Su madre, Linda, que provenía del "mundo civilizado" (Estado Mundial), se perdió en la reserva de "Malpaís" mientras estaba de vacaciones con el director del Centro de Incubación, el cual es el padre de John. Al presentar a John se lo muestra como un joven apuesto, de piel blanca, ojos azules y cabello rubio, lo que lo relaciona a la casta a la que pertenece, los alfas, por lo que en Malpaís es un marginado racial que desde pequeño ha vivido en un ambiente hostil aprendiendo a luchar, a no someterse a nadie excepto a sus dioses a los que rinde culto, sacrificándose para purificar su alma y merecer respeto. Tiene un carácter temperamental, en ocasiones orgulloso. Conoce a William Shakespeare por haber leído libros y a menudo lo cita en sus frases, lo que lo diferencia aún más de los demás salvajes ya que demuestra una forma de expresarse más elevada y respetuosa.
John es el personaje más humano del libro. Se refugia en la literatura y en la religión para aislarse del exterior. Choca con la cultura civilizada, reclamando el derecho a sufrir, para tener la felicidad como recompensa.
Fue encontrado por Bernard Marx y Lenina Crowne cuando estaban visitando la reserva de salvajes en el ficticio oeste estadounidense, e intrigado por conocer la civilización y el lugar del que provienen las cosas que le contaba su madre, acepta la propuesta que Bernard le hace, de ir al Estado Mundial, pero tan pronto como llega y se maravilla con lo que ve, comienza a sentirse fuera de lugar. Cansado de ser solo una atracción para las personas, guarda contacto con un número reducido de personas y poco a poco se comienza a aislar.
Se enamora de Lenina de forma desesperada y espiritual, por lo que cuando ella se le ofrece, él la rechaza, llegando incluso a odiarla por ello. Visita más tarde al interventor mundial, quien le revela el secreto del pasado, le enseña los libros prohibidos y le explica el por qué de crear ese tipo de mundo. Finalmente huye, porque no está de acuerdo con la sociedad existente.
Su madre muere por una sobredosis de Soma y ante la actitud de aquellos que lo rodean en aquel momento se refugia en un faro, donde se martiriza para intentar purificar su alma. Más tarde, acosado por periodistas y visitantes que le tratan como un animal, un espectáculo para los ojos, y el detonante de que Lenina impuramente intenta entregarle su cuerpo nuevamente, termina por suicidarse.
- Datos: Q5933723